# Kedr Livanskiy
Yana Kedrina (russe : Яна Кедрина, née le 4 octobre 1990 à Moscou, en Union soviétique), mieux connue sous le nom de scène Kedr Livanskiy, est une musicienne et DJ russe.

## Biographie
Kedrina naît le 4 octobre 1990 à Moscou, en Russie. Elle commence sa carrière musicale en tant que chanteuse dans l'éphémère groupe de punk rock Hesburger,, après avoir brièvement joué de la batterie dans un groupe de sludge. À cette époque, elle étudie la littérature à l'université, avant de s'inscrire à l'École du nouveau cinéma de Moscou.
Au début des années 2010, Kedrina et ses amis fondent le collectif musical underground Johns' Kingdom, qui fait naître son intérêt pour la musique électronique. Après avoir débuté ses morceaux sous le nom de Kedr Livanskiy sur SoundCloud, elle signe avec le label 2MR, basé dans le New Jersey et cofondé par Mike Simonetti de Troubleman Unlimited et Mike Sniper de Captured Tracks.  Fin 2015, Kedrina sort son premier single, Sgoraet, qui est suivi par son EP en 2016, January Sun,. 2MR publie son premier album studio, Ariadna, en septembre 2017. Son deuxième album studio, Your Need, influencé par le dub et la deep house, sort en 2019. En août 2021, elle annonce un nouvel album intitulé Liminal Soul qui sort le 1er octobre 2021. Son quatrième album studio, Myrthus Myth, sort le 7 mars 2025.

## Style musical et influences
Paul Simpson d'AllMusic définit le style musical de Kedr Livanskiy comme de l'electropop lo-fi et indietronica qui s'inspire des influences techno et jungle des années 1990 tout en qualifiant ses premières chansons de « pistes hivernales lo-fi house et jungle avec des mélodies vocales suprêmes obsédantes »
.

## Discographie partielle

### Albums studio
- 2016 : January Sun (2MR)
- 2017 : Ariadna (2MR)
- 2019 :  Your Need (2MR)
- 2021 : Liminal Soul (2MR)
- 2025 : Myrthus Myth (2MR)

### EP
- 2015 : Sgoraet (2MR)
- 2018 : ОСЕНЬ-AUTUMN (2MR)

### Singles
- 2014 : No More Summer Rain (2MR)
- 2018 : There Was a Time (было время) (2MR)